# ClamWin
ClamWin é um programa antivírus e antispyware gratuito e de código aberto para Windows que tem como base o código-fonte do programa ClamAV.